# جبل كتفاء
جبل كتفاء هو من سلالة جبال السروات يقع جنوب السعودية ويقع تحديداً في غرب قرية الجوة التابعة لمنطقة عسير يبلغ ارتفاعه بنحو 2,623 متر (8,606 قدم).